# Douma (Libano)
Douma è un centro abitato e comune (municipalité) del Libano situato nel distretto di Batrunn, governatorato del Nord Libano.